# Rio dos Índios (vattendrag i Brasilien, Paraná, lat -24,97, long -51,02)
Rio dos Índios är ett vattendrag i Brasilien.   Det ligger i delstaten Paraná, i den södra delen av landet, 1 100 km söder om huvudstaden Brasília.
I omgivningarna runt Rio dos Índios växer huvudsakligen savannskog. Runt Rio dos Índios är det ganska glesbefolkat, med 23 invånare per kvadratkilometer.